# Brewarrina Shire
Koordinaten: 29° 57′ S, 146° 51′ O

Brewarrina Shire ist ein lokales Verwaltungsgebiet (LGA) im australischen Bundesstaat New South Wales. Das Gebiet ist 19.163,5 km² groß und hat etwa 1.350 Einwohner.
Brewarrina liegt an der Nordgrenze zu Queensland am Darling River in der North-Western-Region etwa 780 km nordwestlich der Metropole Sydney. Das Gebiet umfasst 12 Ortsteile und Ortschaften: Brewarrina, Collerina, Gongolgon, Goodooga, Narran Lake, Talawanta, Weilmoringle und Teile von Angledool, Byrock, Coolabah, Enngonia und The Marra. Der Sitz des Shire Councils befindet sich in der Stadt Brewarrina im Zentrum der LGA, wo etwa 930 Einwohner leben.

## Verwaltung
Der Brewarrina Shire Council hat neun Mitglieder, die von den Bewohnern der LGA gewählt werden. Brewarrina ist nicht in Bezirke untergliedert. Aus dem Kreis der Councillor rekrutiert sich auch der Mayor (Bürgermeister) des Councils.